# Malory
Malory ist eine deutsche Shoegazing-Band.
Die Band formierte sich 1995 in der Nähe von Dresden aus drei Schulfreunden. Der Musikstil ist geprägt von Independent- und Shoegazer-Bands wie Slowdive, My Bloody Valentine, Lush oder Pale Saints. Im Vordergrund stehen atmosphärische Gitarrensounds und ambientartige Klänge.
2003 tourte die Band auch in den Vereinigten Staaten.

## Diskografie
Alben:
- 2000: Not Here – Not Now (Album, Alison Records)

  - US-Version veröffentlicht bei Clairecords, USA 2006
- 2001: Outerbeats (Album, Solar 3D / Alison Records)

  - US-Version veröffentlicht bei Clairecords, USA 2001
  - Re-Release bei Supermodern/Indigo, D 2003
- 2005: The Third Face (Album, Supermodern/Indigo)

  - Limitierte Auflage 3rd Face+ in Eigenproduktion, D 2007
- 2010: Pearl Diver (Album, Club AC30)

Singles:
- 2000: Beauty/Plastic (Split-Single mit Planet9, Alison Records)
- 2002: Wake Up (Emma’s House Recordings, UK)
- 2009: Secret Love (Club AC30)

Kompilationsbeiträge:
- 1997: Leave auf Voices Of Suburban Youth - A Fieberkurve-Compilation Vol. 3 (Noiseworks Records)
- 1998: Worry About Something auf What You Hear Today, You'll Be Singing Tomorrow - Fieberkurve-Compilation Vol. 4 (Firestation Tower Records)
- 2000: Spring auf Painted Dream II (Losing Today)
- 2001: Lake Of Doubts (Maladon Mix) auf Popkultur (Fieberkurve Records)
- 2002: Space in your Mind auf Blisscent I (Blisscent Records)
- 2002: Lake Of Doubts (Maladon Remix) auf  Atlantic Flowers (Clairecords / Alison Records / Midsummer Madness)
- 2005: Sleeper auf Rare Trax Vol. 41: Clouds Like Sugar – Shoegazing & Dream Pop (Rolling Stone)[6]
- 2008: Take Me Down (Remix) auf The Secret Garden Vol.1: Nu-Gaze: The New Wave Of Shoegaze (Invada Records)
- 2008: Just Be auf Take Me On The Wildest Spree [Excursions In Nugaze] (Rubber Records)
- 2008: Just Be auf Just Like A Daydream (Jam Records)
- 2008: 7 Titel (1–3; 7, 12–13, 18) auf Just Like a Daydream – A Dreampop, Shoegaze Compilation (Jam Records)
- 2012: Heller Schein (feat. Xirius Polar Club) auf Dark Orange – Horizont (Kalinkaland Records)